# Liste der Monuments historiques in Ménévillers
Die Liste der Monuments historiques in Ménévillers führt die Monuments historiques in der französischen Gemeinde Ménévillers auf.

## Liste der Bauwerke
| Bezeichnung | Beschreibung    | Standort | Kennzeichnung | Schutzstatus | Datum | Bild           |
| ----------- | --------------- | -------- | ------------- | ------------ | ----- | -------------- |
| Kreuz       | 16. Jahrhundert | (Lage)   | PA00114745    | Classé       | 1896  | weitere Bilder |

## Liste der Objekte
- Monuments historiques (Objekte) in Ménévillers in der Base Palissy des französischen Kultusministeriums